# Austrobaileyaceae
Las austrobaileyáceas (Austrobaileyaceae) son una familia de angiospermas del orden Austrobaileyales. Consta de un único género Austrobaileya C.T. White, 1933 y una única especie, Austrobaileya scandens C.T. White, 1933, endémica del norte de Queensland (Australia).

## Descripción
- Bejucos grandes. Indumento ausente.
- Hojas perennes, opuestas a subopuestas, conduplicadas, simples, sin estípulas, de pecíolo corto y margen entero, coriáceas, verde oscuras brillantes. Venación principal de tipo pinnado broquidódromo, la secundaria desordenada. Estomas anomocíticos en el envés. Idioblastos secretores esféricos y células taníferas oscuras presentes.
- Tallos con nudos unilacunares, haces vasculares esparcidos. Radios multi- o uniseriados, amplios.
- Planta con flores perfectas, acíclicas, actinomorfas, solitarias, pendientes, axilares o terminales, bracteadas; rara vez reunidas en grupos de 2-3; protóginas y autoincompatibles.
- Flores grandes, con (9-)19-24 tépalos, los externos sepaloides, los internos petaloides, imbricados, (6-)7-11(-20) estambres planos, tetraesporangiados, anteras incluidas en el conectivo, tecas laminares, lineares, adaxiales, dehiscentes longitudinalmente, 6-16 estaminodios internos. La transición entre estos elementos es continua. Gineceo superior, (4-)6-13(-14) carpelos libres a ligeramente estipitados, ascidiados, de ápices transversalmente bilobulados, canal estilar presente, estigmas unidos por una capa común de mucílago,(4-)6-8(-14) óvulos por carpelo, anátropos, apótropos, bitégmicos, crasinucelados, biseriados en el margen ventral.
- Fruto compuesto de bayas estipitadas.
- Semillas lenticulares, pericalazales, con sarcotesta externa blanda, delgada, y esclerotesta interna dura, abundante endospermo amiláceo, ruminado y embrión pequeño, recto, dicotiledóneo.
- Polen globoso, anasulcado, ectexina tectada-perforada, rugulosa-reticulada, columelada, endexina irregularmente laminada junto a la apertura pero menos lejos de ella.
- Números cromosómicos: n=22, 23?; 2n=44, 46.

## Ecología
Las hojas jóvenes de las ramas de crecimiento rápido se revuelven como ganchos para sostener la planta. Se ha observado polinización por moscas (Drosophilidae), cuyos huevos se han encontrado en los estaminodios internos. Los frutos maduros caen al suelo, huelen a calabaza y se supone que los dispersan mamíferos y aves. Propia de los bosques lluviosos tropicales de unas pocas montañas en el norte de Queensland, entre 380 y 1.100 m de altura, donde prefiere mantenerse en situaciones de baja insolación.

## Fitoquímica
Alcaloides aparentemente ausentes; saponinas y sapogeninas ausentes. Lignanos (Austrobailignanos 1-6,  ), aceites esenciales y proantocianidinas presentes.

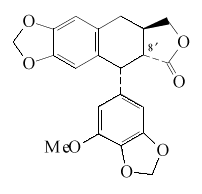
Austrobailignano 1

## Posición sistemática
El polen de esta familia muestra una combinación de caracteres sumamente primitivos que comparte sólo con unas pocas familias existentes de angiospermas: Chloranthaceae, Myristicaceae y Aristolochiaceae. Estos mismos caracteres aparecen en un género de pólenes fósiles del Cretáceo Inferior (Clavatipollenites).
La familia se situó originalmente en la base de las Laurales, si bien posteriormente se ubicó en Magnoliales por caracteres de flores, frutos y semillas. El APW (Angiosperm Phylogeny Website) considera que se trata de una familia del Orden Austrobaileyales, junto con las familias Schisandraceae y Trimeniaceae.

## Táxones incluidos
Introducción teórica en Taxonomía
Género Austrobaileya C.T. White, 1933
Especie Austrobaileya scandens C.T. White, 1933 (= Austrobaileya maculata C.T. White, 1948)
Hasta 15 m de largo, colgante de las copas de los árboles. Hojas azulverdosas; flores 5-6 cm de diámetro, amarilloverdosas con manchas pardas, con olor a pescado podrido; bayas anaranjadas, de hasta 80 × 50 mm, con estípite de 15-20 mm; endocarpo farináceo amarillo; semillas de unos 30 mm de diámetro, con rafe careniforme.

## Etimología
El nombre del género fue otorgado en honor de Frederick Manson Bailey, botánico australiano.